# Cees Heerschop
Cees (Kees) Heerschop (Hilversum, 14 februari 1935 – Eindhoven, 24 juli 2014) was een Nederlands voetballer die als verdediger speelde.
Heerschop brak door bij Donar als rechter aanvaller en speelde van 1956 tot 1964 voor PSV waar hij met zijn oud-teamgenoot van Donar Roel Wiersma centraal in de verdediging speelde en in 1963 kampioen werd. Hij speelde nog een seizoen bij N.E.C. voor hij in 1965 zijn loopbaan besloot. Heerschop kwam ook uit voor het Nederlands B-voetbalelftal.